# Consiglio dei ministri della Bulgaria
Il Consiglio dei ministri (in bulgaro Министерски съвет?, Ministerski săvet) è l'autorità in capo del potere esecutivo della Repubblica di Bulgaria. È composta dal primo ministro e da tutti i ministri dei vari campi del potere esecutivo.
Dopo che la composizione del consiglio dei ministri viene stabilita dal governo neoeletto, i deputati che vengono scelti come ministri perdono temporaneamente i loro poteri come deputati. Questi diritti vengono ripristinati nel caso che abbandonino il consiglio dei ministri o il governo cada. Ciò è in contrasto con il modo in cui i ministri deputati e altri ufficiali governativi vengono trattati quando vengono eletti come deputati.
A volte, con lo scopo di preservare la rappresentazione politica dei differenti partiti o coalizioni nel consiglio dei ministri, possono essere nominati uno o più ministri senza portafoglio.
Il consiglio dei ministri si trova fisicamente nel centro di Sofia ed è parte del complesso architettonico "Largo".